# Dasyophthalma vertebralis
Dasyophthalma vertebralis é uma borboleta neotropical da família dos ninfalídeos (Nymphalidae), subfamília Satyrinae e tribo Brassolini, nativa do Brasil (Minas Gerais e Espírito Santo). Vista por cima, assemelha-se mais à espécie Dasyophthalma creusa que às duas outras espécies do gênero Dasyophthalma (D. rusina e D. geraensis, que apresentam reflexos em azul). Enquanto que em D. creusa a mancha clara nas asas anteriores se alarga, em D. vertebralis ela permanece mais linear.

## Hábitos
Adultos (como visto em D. creusa e D. rusina) alimentam-se de frutos caídos, em fermentação, no solo das florestas. Normalmente Brassolini são ativos ao amanhecer e entardecer, voando ocasionalmente durante o dia. No entanto as borboletas do gênero Dasyophthalma são ativas durante o dia, especialmente nas primeiras horas da tarde.

## Extinção
D. vertebralis consta na lista de espécies brasileiras ameaçadas, sendo considerada extinta. Foi classificada em 2005 como criticamente ameaçada na Lista de Espécies da Fauna Ameaçadas do Espírito Santo; e em 2010 na Lista de Espécies Ameaçadas de Extinção da Fauna do Estado de Minas Gerais.